# Eerste Slag om Ieper
De Slag om Langemark luidt op 21 oktober 1914 het begin van de Eerste Slag om Ieper in. Het 26e Duitse reservekorps staat opgesteld tussen Poelkapelle en Zonnebeke tegenover de Britse en Franse troepen in Langemark en Boezinge. Het Duitse korps, waaronder veel vrijwillige studenten, die met een beperkte opleiding van enkele weken naar het front moesten, stonden tegenover het Britse korps, bestaande uit doorgewinterde beroepssoldaten. Om 6:00 uur vallen de Duitse soldaten aan, maar worden letterlijk afgemaakt door de Britten. Later refereerden de Duitsers naar deze slag als "Der Kindermord von Langemark". De Britten noemden het "The massacre of the innocents".
Volgens de legende gebeurt dit onder het zingen van "Deutschland, Deutschland über alles". Ten tijde van het nationaalsocialisme onder Adolf Hitler wordt dit in de propaganda gebruikt om de moed van de Duitse soldaten aan te tonen: Duitse soldaten die zingend ten strijde trekken. De waarheid was echter dat Duitse soldaten op hun makkers begonnen te schieten in de veronderstelling dat het Britten waren. Ze zongen dit lied om aan te tonen dat ook zij Duitsers waren in de hoop dat ze zouden ophouden met schieten. De Duitsers houden de gevechten vier dagen vol, winnen geen meter grond, en verliezen bijna al hun manschappen.  
Het Duitse 13e Beierse reserve-infanterieregiment, waarbij Adolf Hitler dient, doet op 29 oktober 1914 een tweede poging door te breken nabij Geluveld. Na drie dagen moeten ze de gevechten staken. Op 31 oktober 1914 veroveren ze Geluveld wel, maar verliezen daarbij meer dan de helft van hun manschappen. De volgende dag nemen ze Mesen en Wijtschate in. De Britten trekken zich terug ter hoogte van Zillebeke.
Op 11 november 1914 vallen de Duitsers opnieuw Ieper aan via Menen. Ze zijn met hun 18.000 manschappen duidelijk in de meerderheid, maar kunnen de 8000 Britten die hun de toegang ontzeggen niet verslaan.
De volgende dag valt de eerste sneeuw over het front wat voor een adempauze zorgt. De manschappen graven zich in en bereiden zich voor op de komende winter.
Het Duitse oppercommando besluit op 22 november 1914 het offensief te staken. Ze schieten de stad kapot, maar kunnen haar niet uit handen van de Britten krijgen.
De Eerste Slag om Ieper is gestreden.
Hill 60, een bebost heuveltje nabij Ieper, wordt op 10 december 1914 toch nog door de Duitsers ingenomen. Door deze uitkijkpost kunnen ze de Britse en Franse troepenbewegingen in de gaten houden. Tijdens de volgende jaren zal dit een belangrijk voordeel blijken te zijn.
De Britse deelnemers kwamen in aanmerking voor de 1914 Ster met gesp.